# Biktegrawir
Biktegrawir (łac. bictegravirum) – wielofunkcyjny organiczny związek chemiczny, inhibitor integrazy ludzkiego wirusa niedoboru odporności, stosowany w połączeniu z emtrycytabiną oraz alafenamidem tenofowiru.

## Mechanizm działania
Biktegrawir hamuje integrazę HIV poprzez wiązanie się z aktywnym miejscem integrazy i blokowanie etapu transferu łańcucha w procesie integracji retrowirusowego kwasu deoksyrybonukleinowego (DNA). Proces ma kluczowe znaczenie dla cyklu replikacji HIV.

## Zastosowanie
Biktegrawir jest stosowany wyłącznie w połączeniu z emtrycytabiną oraz alafenamidem tenofowiru.

### Unia Europejska
- zakażenie ludzkim wirusem upośledzenia odporności (HIV) u osób dorosłych bez potwierdzonej obecnie lub w przeszłości oporności wirusologicznej na inhibitory integrazy, emtrycytabinę lub tenofowir[4]

### Stany Zjednoczone
- zakażenie ludzkim wirusem upośledzenia odporności typu 1 (HIV-1) u osób dorosłych, u których nie stosowano do tej pory leczenia antyretrowirusowego oraz u leczonych przez ostatnie trzy miesiące stałymi dawkami leków antyretrowirusowych i u których miano wirusa nie przekracza 50 kopii/ml i którzy w przeszłości nie mieli niepowodzenia takiego leczenia i u których nie stwierdzano mutacji warunkujących oporność[6].

Biktegrawir jest dopuszczony do obrotu w Polsce (2020).

## Działania niepożądane
Nie są znane działanie niepożądane biktegrawiru w monoterapii. W preparacie złożonym z emtrycytabiną oraz alafenamidem tenofowiru stwierdzano następujące działania niepożądane u ponad 1% pacjentów: biegunka, ból głowy, niezwykłe sny, nudności, zaburzenia depresyjne, zawroty głowy, zmęczenie.